# Bonnétable
Bonnétable é uma comuna francesa situada no departamento de Sarthe, na região do País do Loire, França. Estende-se por uma área de 40.08 km². Em 2010 a comuna tinha 3 891 habitantes (densidade: 97,1 hab./km²).
O topônimo tem origem na forma de "Malum Stabulum" por volta de 1090 e de "Bono Stabulo" em 1288, ou seja: primeiro “estábulo ruim” depois “estábulo bom”.